# Парк, Эттьенн
Эттье́нн Парк (англ. Hettienne Park, род. 7 марта 1983, Бостон, Массачусетс) — американская актриса. Наиболее известна по роли Беверли Катц в телесериале «Ганнибал».

## Ранняя жизнь и образование
У Парк корейские корни; она была названа в честь птички из корейской сказки. Она получила степень бакалавра изящных искусств в Рочестерском университете. Также она обучалась игре на классической флейте и пианино в Консерватории Новой Англии.

## Фильмография

### Кино
| Год  | Название на русском    | Название на английском | Роль        | Примечания |
| ---- | ---------------------- | ---------------------- | ----------- | ---------- |
| 2007 | Никогда навсегда       | Never Forever          | Минг Минг   |            |
| 2007 | Год рыбы               | Year of the Fish       | Хонг Йи     |            |
| 2009 | Война невест           | Bride Wars             | Марисса     |            |
| 2011 | Бедная богатая девочка | Young Adult            | Викки Робек |            |

### Телевидение
| Год     | Название на русском                 | Название на английском            | Роль            | Примечания                                |
| ------- | ----------------------------------- | --------------------------------- | --------------- | ----------------------------------------- |
| 2002    | Таксист                             | Hack                              | Хлоя            | Эпизод: "Bad Choices"                     |
| 2004    | Закон и порядок: Специальный корпус | Law & Order: Special Victims Unit | Энни            | Эпизод: "Weak"                            |
| 2005    | Закон и порядок                     | Law & Order                       | Така Фарукава   | Эпизод: "The Sixth Man"                   |
| 2005–07 |                                     | The In-Betweens of Holly Malone   | Эллен           | 4 эпизода                                 |
| 2006    | 4исла                               | Numb3rs                           | студентка №1    | Эпизод: "Backscatter"                     |
| 2007    | Схватка                             | Damages                           | деловой партнёр | Эпизод: "Get Me a Lawyer"                 |
| 2008    | Закон и порядок                     | Law & Order                       | Тина Шэн        | Эпизод: "Darkness"                        |
| 2008    | Щенячья любовь                      | Puppy Love                        | Доун            | ТВ сериал                                 |
| 2009    | Схватка                             | Damages                           | деловой партнёр | Эпизод: "You Got Your Prom Date Pregnant" |
| 2009    | Хорошая жена                        | The Good Wife                     | Шелли Дельгадо  | Эпизод: "Home"                            |
| 2009    | Милосердие                          | Mercy                             | Джули Шин       | Эпизод: "I'm Not That Kind of Girl"       |
| 2013–14 | Ганнибал                            | Hannibal                          | Беверли Катц    | 16 эпизодов                               |

## Театр
| Название на русском     | Название на английском                                                                      | Роль                | Примечания |
| ----------------------- | ------------------------------------------------------------------------------------------- | ------------------- | ---------- |
| Смерть Гриффина Хантера | The Death of Griffin Hunter                                                                 | Маюми               |            |
| Двадцать один           | Twentyone                                                                                   | Джоди               |            |
| Три сестры              | Three Sisters                                                                               | Маша                |            |
| Альбатрос в море        | Albatross at Sea                                                                            | И                   |            |
| Сестра воина            | The Warrior's Sister                                                                        | Булат Курай         |            |
|                         | The Intelligent Homosexual's Guide to Capitalism and Socialism with a Key to the Scriptures | Суз Мун Маркантонио |            |
| Семинар                 | Seminar                                                                                     | Иззи                |            |
| С и без                 | With and Without                                                                            | Шелли               |            |
| Занавес Редвуда         | Redwood Curtain                                                                             | Гэри                |            |